# Antonievklooster
Het Antonievklooster (Russisch: Антониев монастырь) wedijverde met het Joerjevklooster om de titel van het meest belangrijke Russisch-orthodoxe klooster van de middeleeuwse republiek Novgorod. Het complex staat langs de rechter oever van de Volchov ten noorden van het stadscentrum van Veliki Novgorod en behoort als onderdeel van de Historische Monumenten van Novgorod en Omgeving tot het Werelderfgoed.

## Geschiedenis
Het klooster werd gesticht in 1117 door de heilige Antonius van Rome die volgens een legende op een rots van Rome naar Novgorod vloog. De rots die Antonius naar Novgorod zou hebben gebracht ligt nu in de vestibule aan de rechterkant van het hoofdportaal van de Geboortekerk van de Moeder Gods onder een fresco van bisschop Nikita van Novgorod. Antonius werd in 1131 gewijd tot hegoemen van het klooster en werd rechts van het altaar in dezelfde kerk begraven.
De Geboortekerk van de Moeder Gods is, net als de Kerk van de heilige Joris in het Joerjevklooster, een van de weinige kerken met drie koepels in Rusland. Ook is de kerk een van de weinige nog bestaande gebouwen in Rusland uit de 12e eeuw. De kerk werd gesticht door Antonius in 1117 en voltooid in 1119. Enkele middeleeuwse fresco's hebben de tand des tijds doorstaan, vooral in de apsis. De meeste fresco's in de kerk dateren echter uit de 16e en 17e eeuw.
In 1740 werd er een seminarie geopend. Een van de eerste leerlingen van het seminarie was de heilige Tichon van Zadonsk. In 1918 werd het seminarie gesloten en enkele jaren later werd ook het kloosterleven afgeschaft.
Het klooster is op dit moment in handen van een regionaal museum en is (nog) niet teruggegeven aan de Russisch-orthodoxe Kerk.

## Kerken
- Geboortekerk van de Moeder Gods (1117-1119)
- Kerk van de Presentatie van onze Heer (1533-1537)

## Afbeeldingen

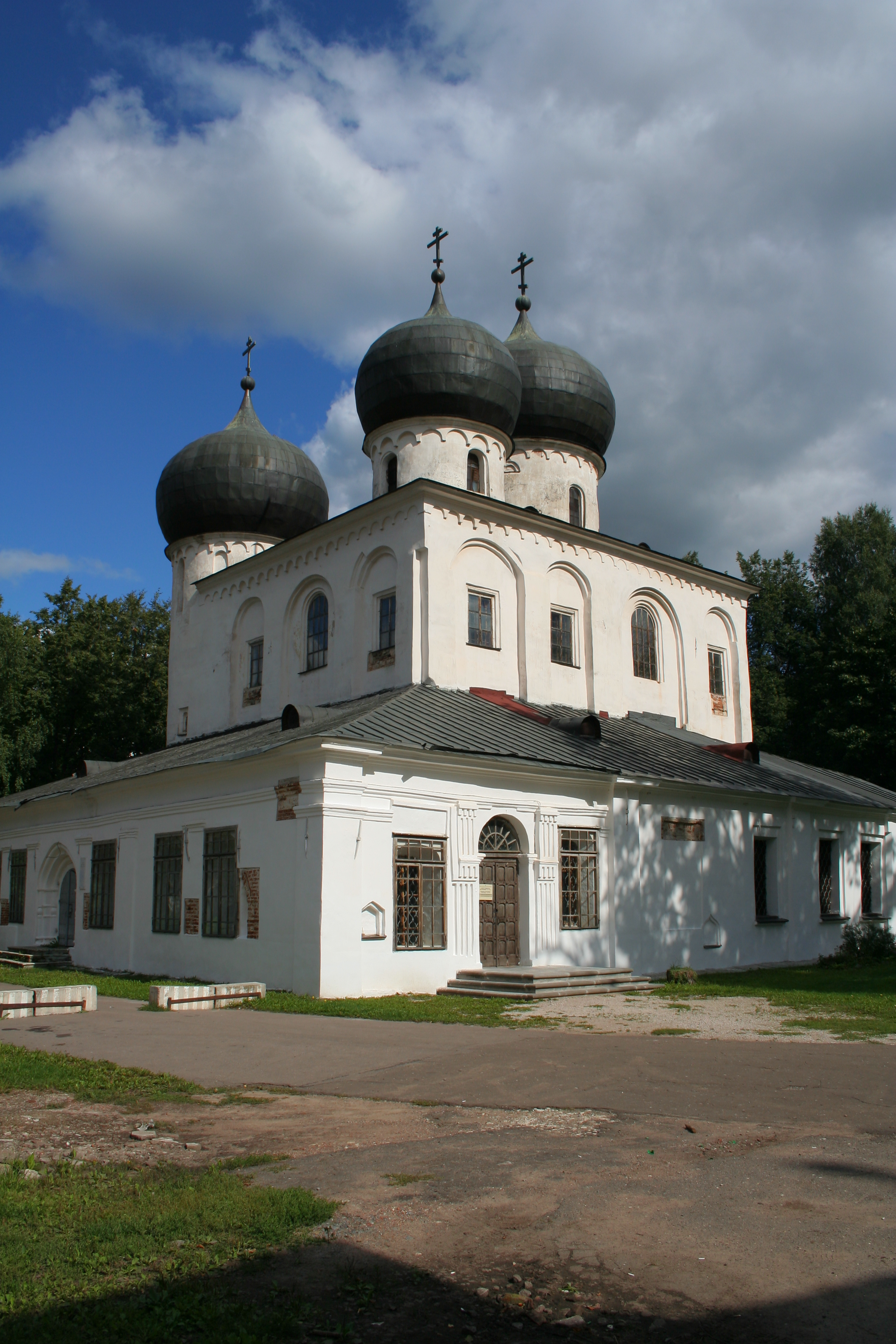
Geboortekerk
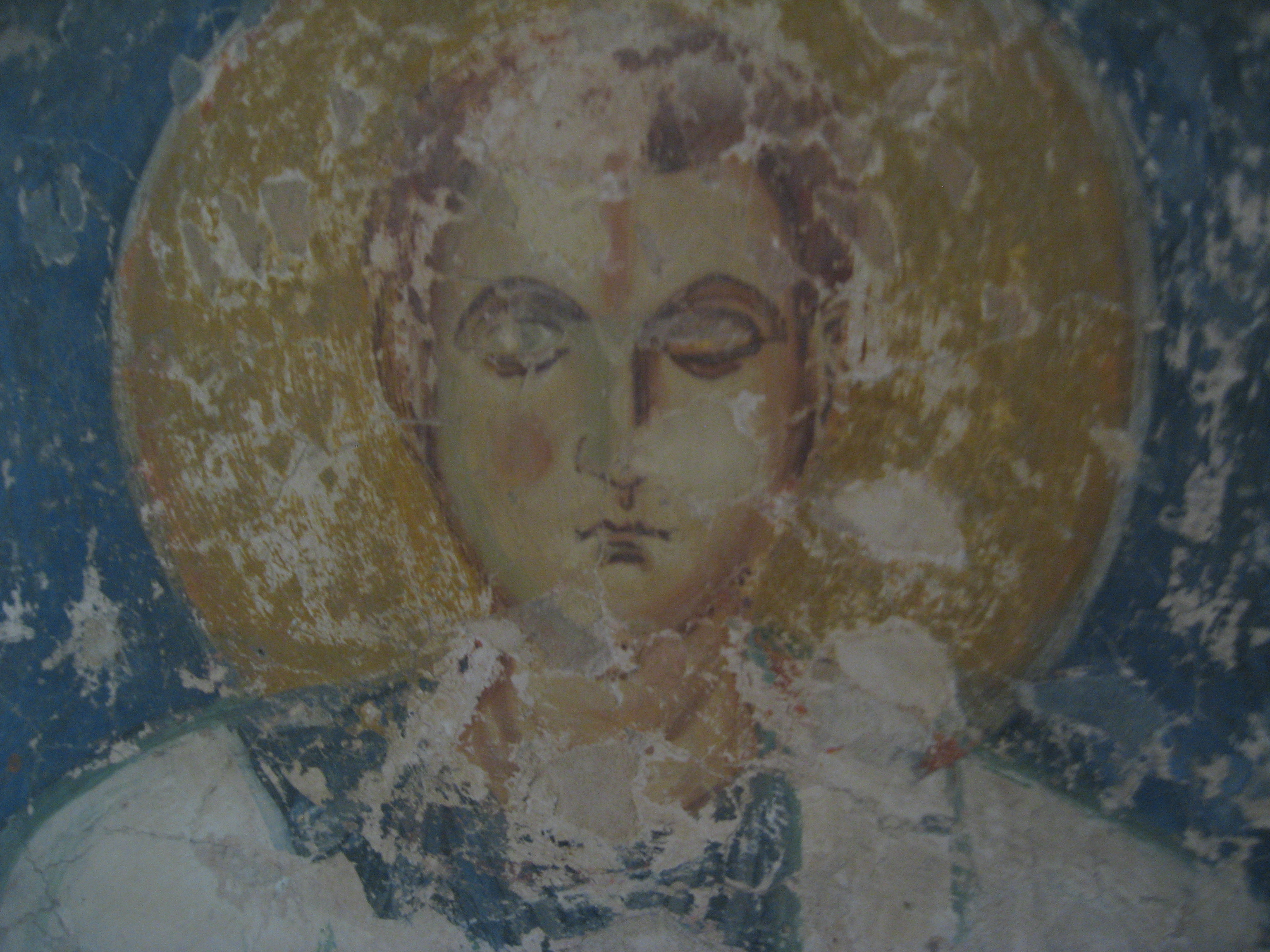
Fresco Geboortekerk
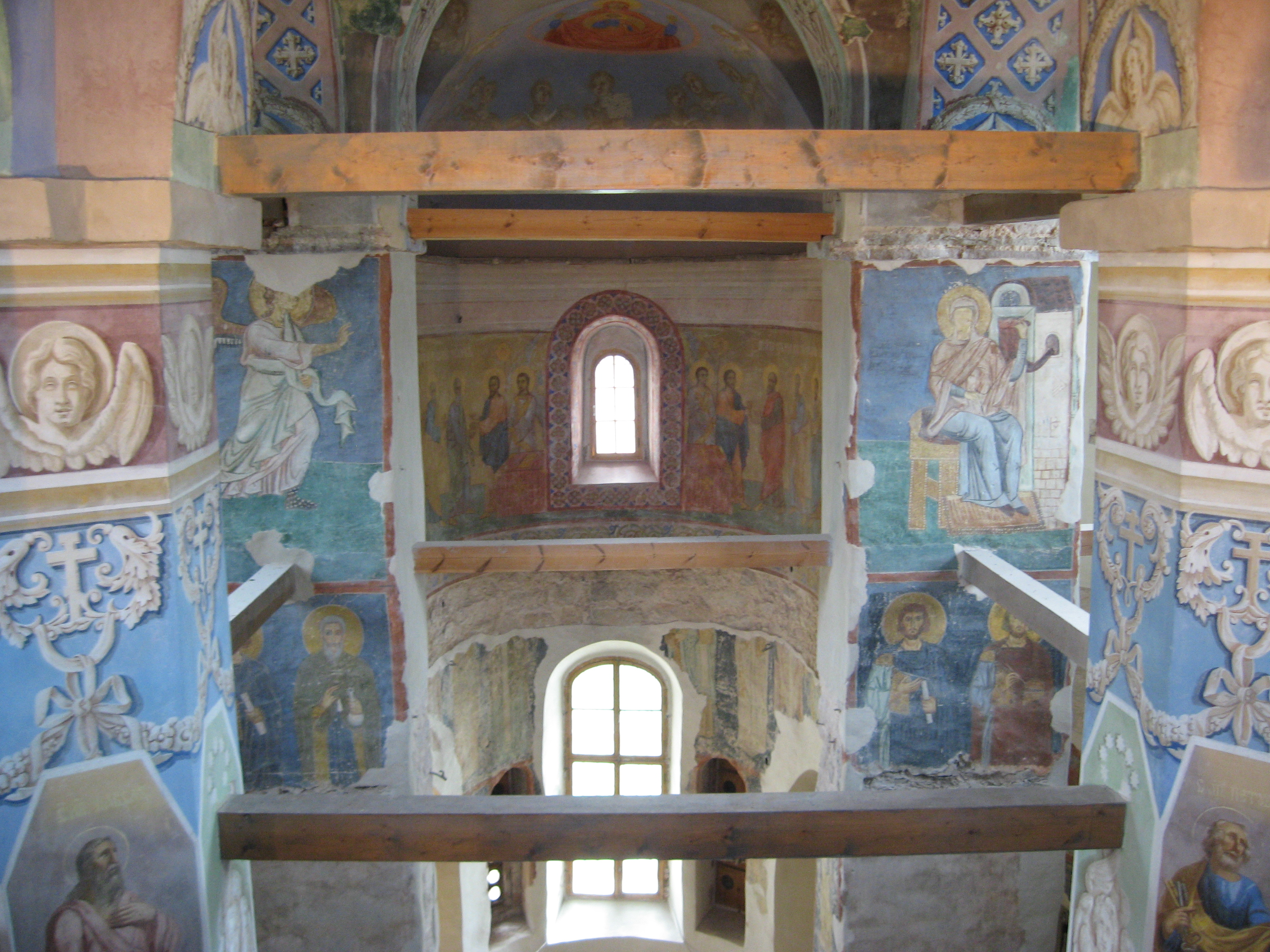
Interieur Geboortekerk
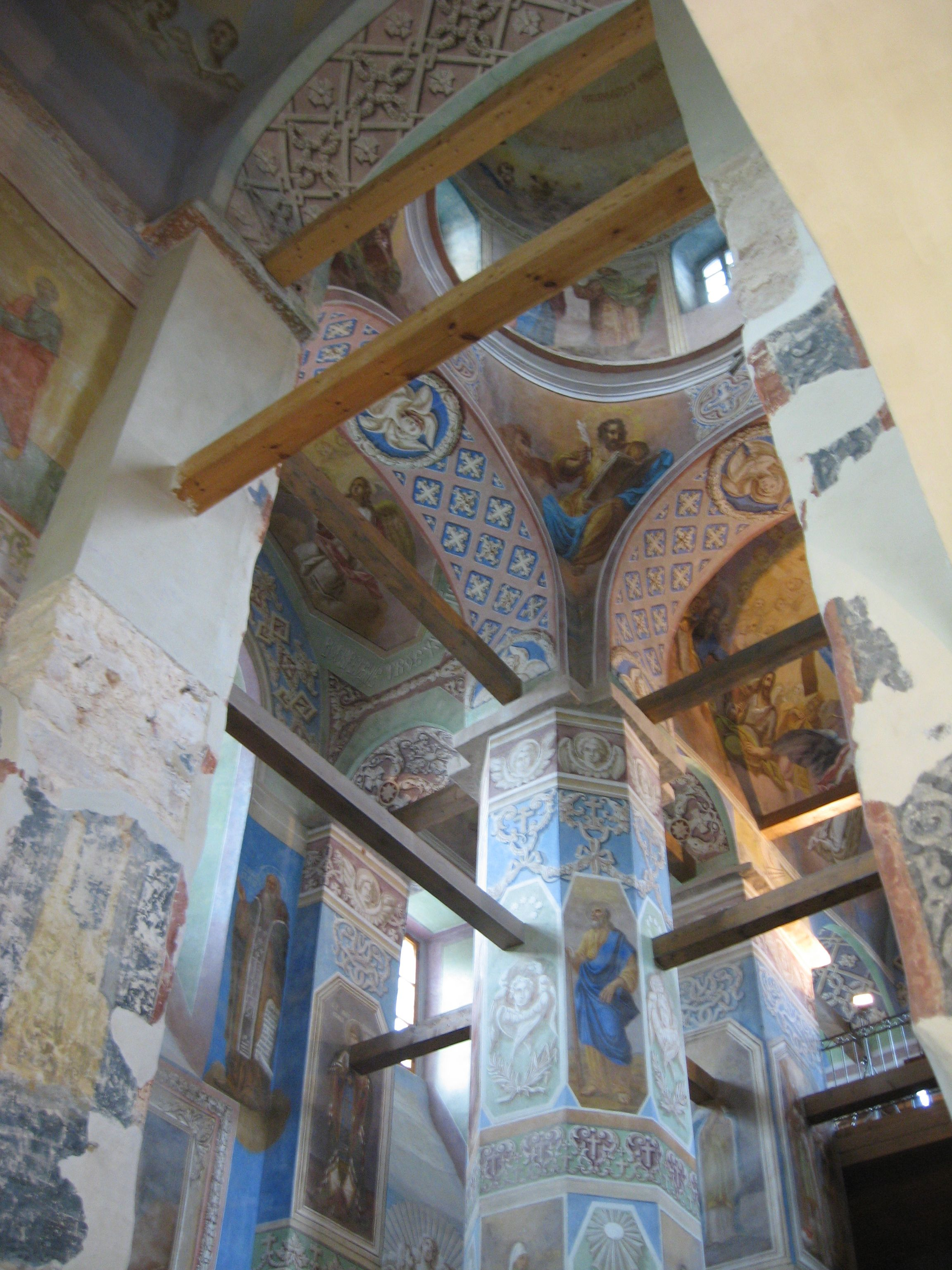
Interieur Geboortekerk
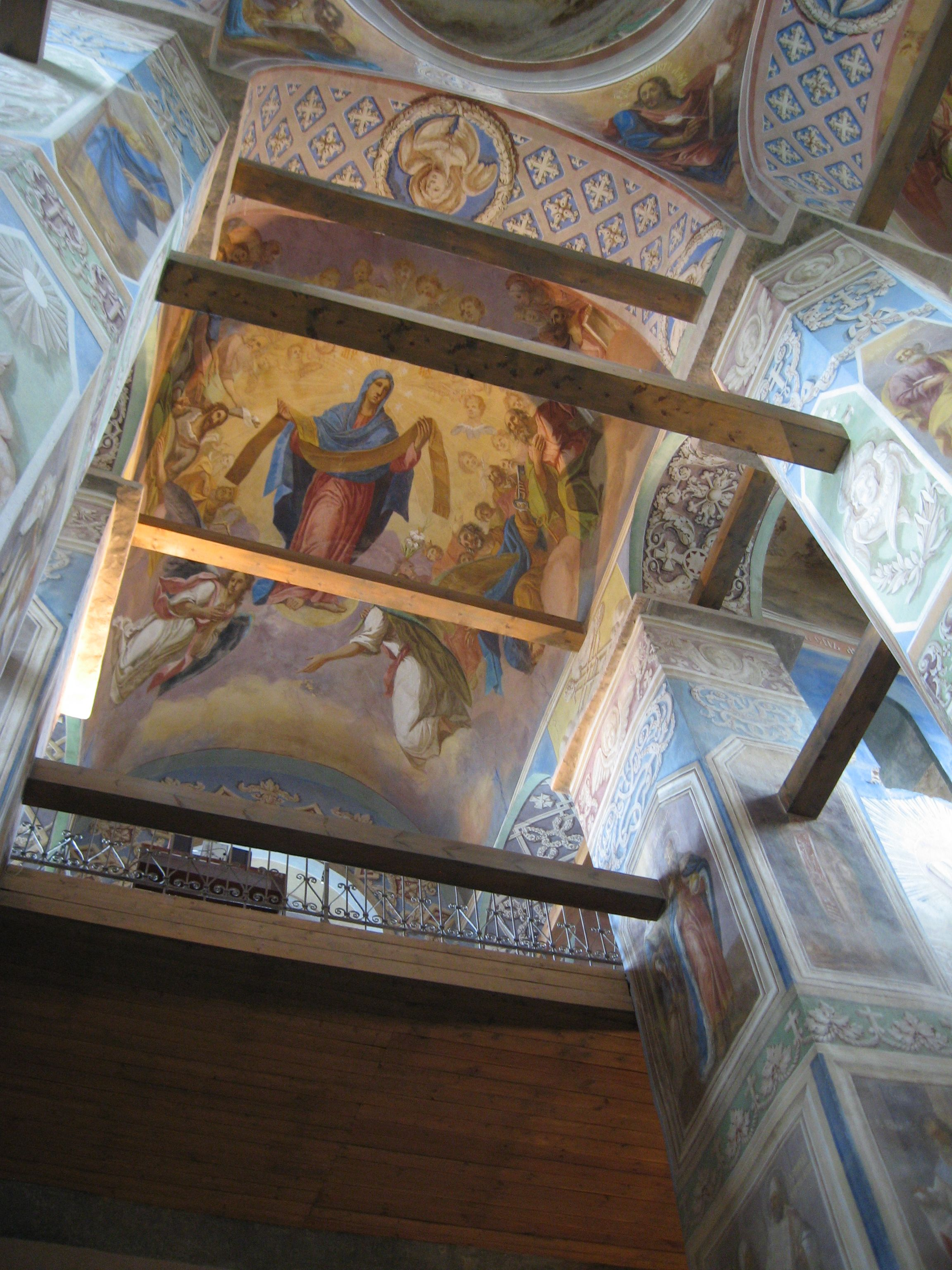
Interieur Geboortekerk
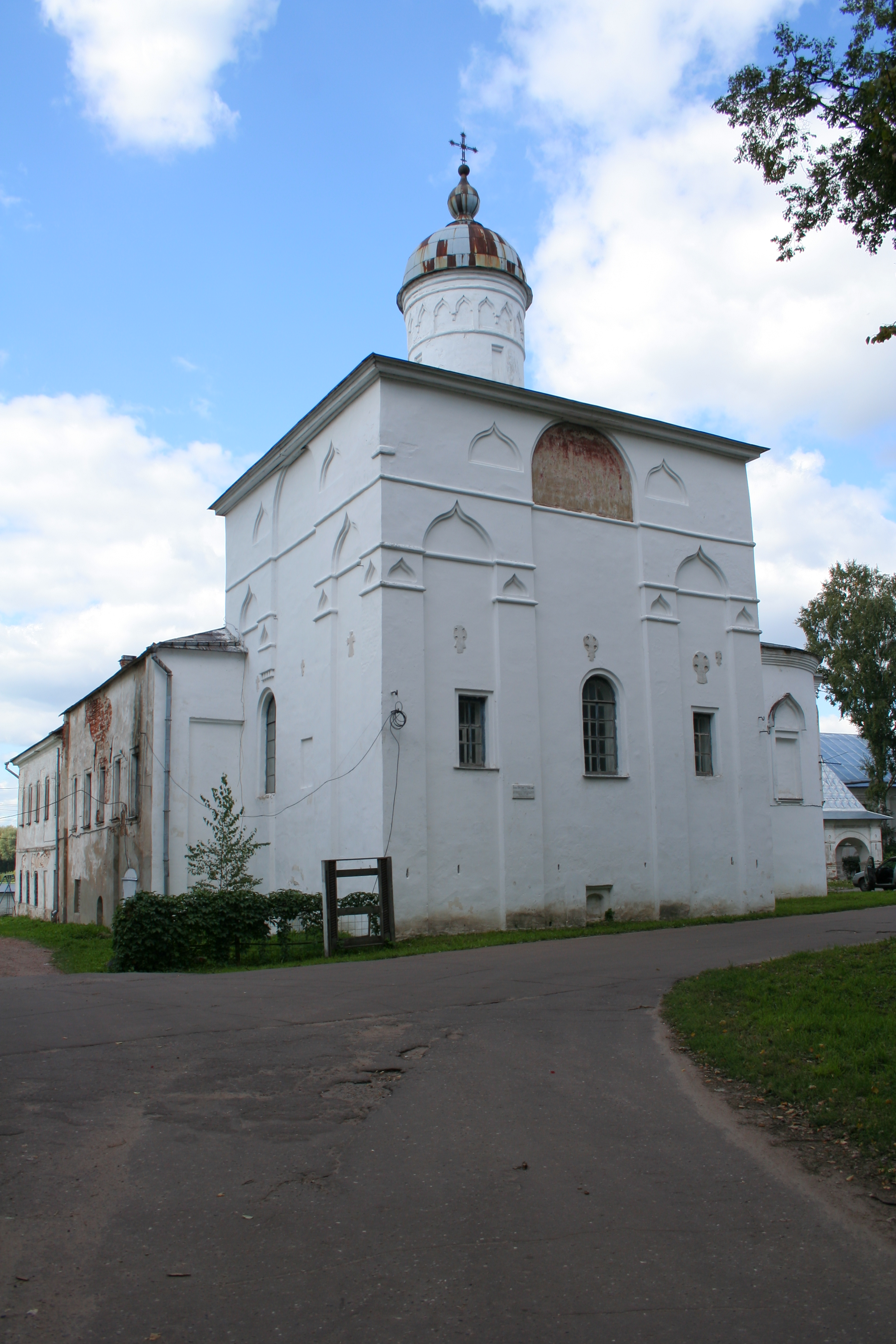
Kerk van de Presentatie van onze Heer
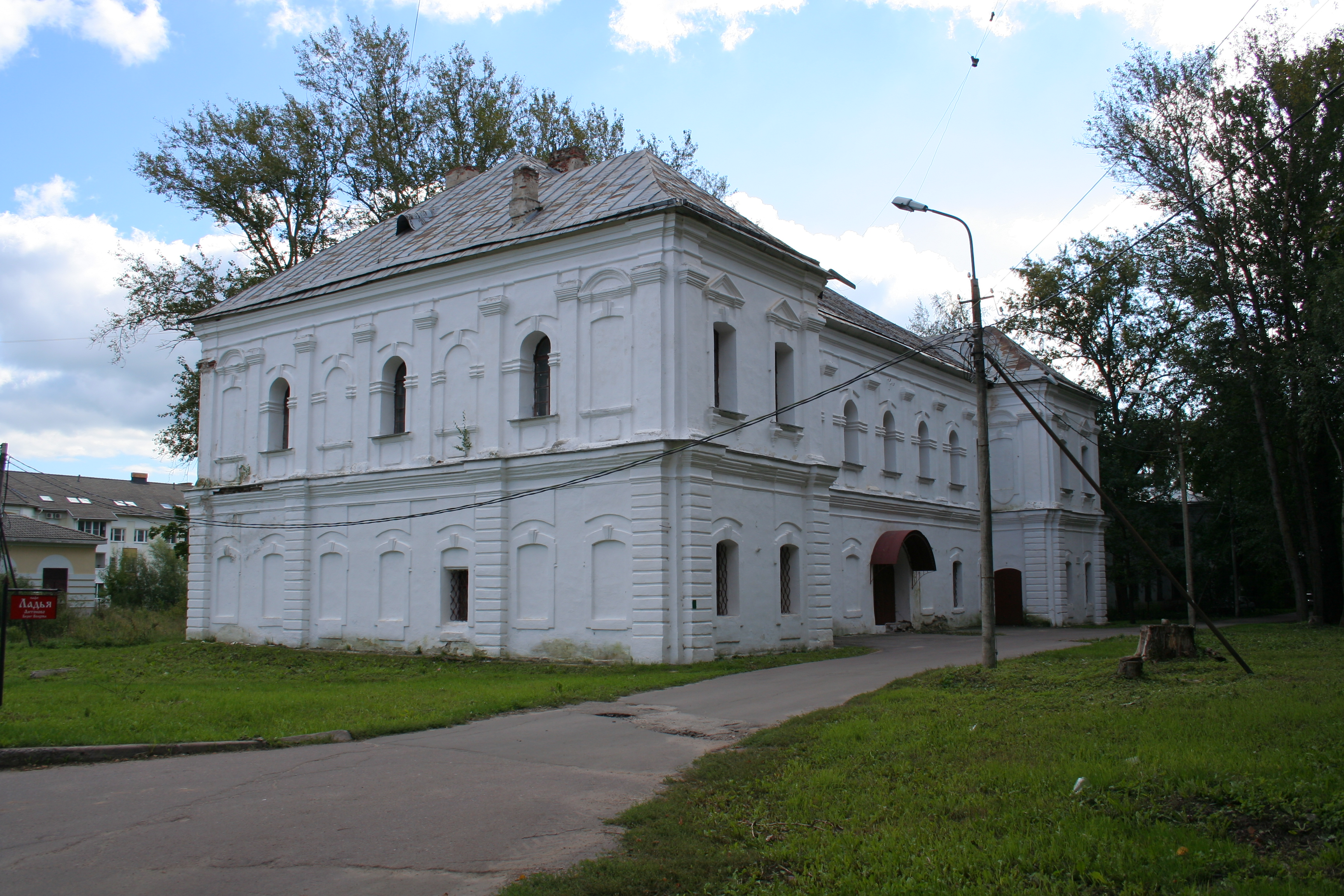
Voormalige kloosterbibliotheek
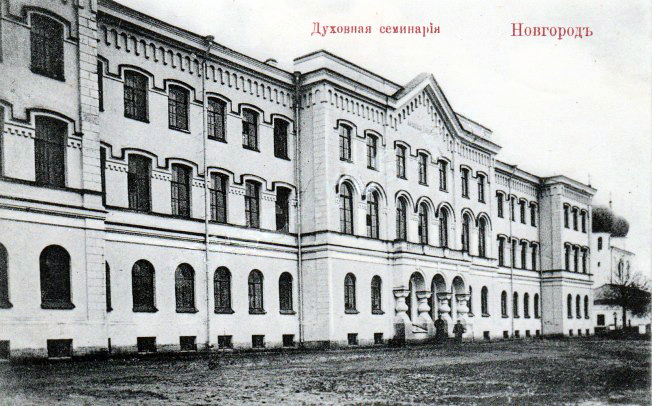
Voormalig seminarie